# Borislava Borisova
Borislava Stefanova Borisova (bulgarisch Борислава Борисова; * 27. Februar 1951 in Bulgarien) ist eine schwedische Schachspielerin bulgarischer Herkunft.

## Leben
Sie wuchs in Bulgarien auf, heiratete später einen Schweden und übersiedelte 1977 in seine Heimat. 1976 gewann sie die Bulgarische Frauenmeisterschaft in Sofia und nahm im selben Jahr am 10. Frauenturnier in Halle teil.
Aufgrund ihrer internationalen Erfolge erhielt sie 1974 von der FIDE den Titel Internationaler Meister der Frauen (WIM).
Ab 1978 spielte sie für den schwedischen Schachverband und seit einigen Jahren nur noch Turniere in Frankreich sowie in der schwedischen Allsvenskan für die zweite Mannschaft des Stockholmer Vereins Wasa SK, seit 2016 spielt sie gelegentlich in der zweiten Mannschaft des Hamburger Vereins SK Johanneum Eppendorf. 

## Kandidatenturniere
Sie gewann das Zonenturnier der Frauen 1979 in Tel Aviv vor Barbara Hund. Ihr erstes Interzonenturnier der Frauen spielte sie 1979 in Rio de Janeiro. Es folgte das Interzonenturnier Bad Kissingen 1982. Außerdem nahm sie an den Zonenturnieren 1985 (Norden) und 1987 in Gausdal teil.

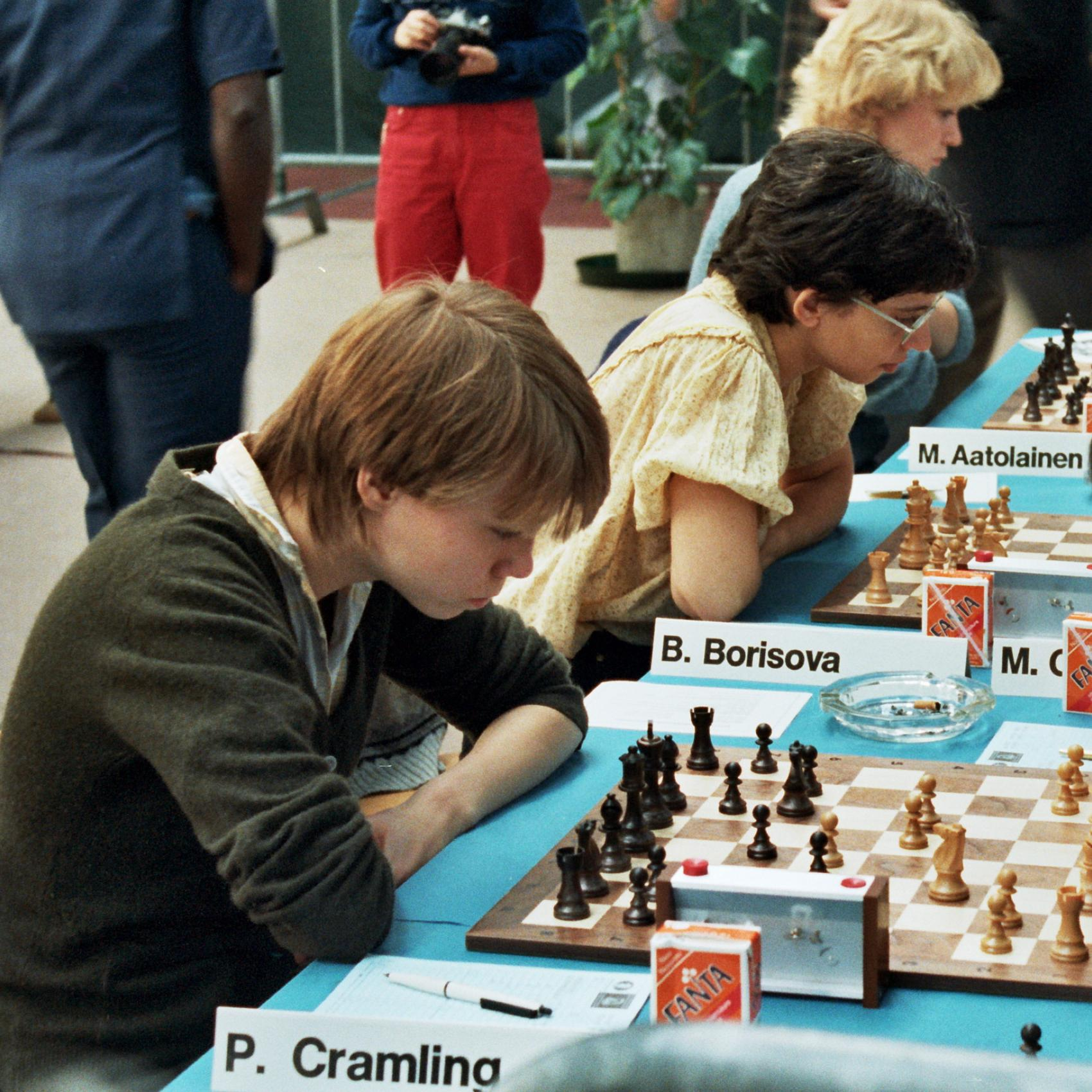
Pia Cramling, Borislava Borisova und Margaretha Aatolainen, 1982 in Luzern

## Schacholympiaden
Sie spielte für Schweden die Schacholympiaden der Frauen 1978 in Buenos Aires, 1980 auf Malta, 1982 in Luzern, 1984 und 1988 in Thessaloniki, sowie 1992 in Manila und 1994 in Moskau.
1978 und 1992 gewann sie die Bronzemedaille in der Einzelwertung (1978 am ersten, 1992 am zweiten Brett).

## Weitere Turniere
Sie nahm teil am Rilton Cup 1978, Frauenturnier in Hyères 1981, Nordic Chess Cup 1985, Frauenturnier in Dortmund 1988, Nordic Chess Cup 1989, 12. Zalakaros Open 1993, Kristallen KM 1994 und Kristallen KM Open 1995 in Stockholm, sowie Kristallen ELO 2004 und Kristallen ELO 2005 in Schweden.
Sie nahm mit dem Stockholmer Verein Kristallens SK an den European Club Cups der Frauen 2003 und 2004 teil.
In Frankreich beteiligte sie sich an folgenden Turnieren: 2008 in Paris das 105e open international Club, ebenfalls 2008 das N3-R1-France und das N3-R4-France, sowie das Corporatif-R1-2-France und 2009 das Corporatif-R5-6-France.